# Barbacenia riedeliana
Barbacenia riedeliana är en enhjärtbladig växtart som beskrevs av Goethart och Johannes Jan Theodoor Henrard. Barbacenia riedeliana ingår i släktet Barbacenia och familjen Velloziaceae. Inga underarter finns listade.